# Charles Mortram Sternberg
Charles Mortram Sternberg (1885–1981) foi um colecionador de fósseis e paleontólogo americano-canadense, filho de Charles Hazelius Sternberg. 

## Biografia
Charles Mortram Sternberg nasceu em Lawrence, Kansas, de uma família de famosos colecionadores de fósseis americanos. O nível mais alto de educação de Sternberg foi um diploma de ensino médio do Kansas. Mudou-se com seu pai e dois irmãos, Levi e George, para Ottawa,Ontário, Canadá em 1912.
Ele era maçom e membro da Loja do Serviço Civil nº 148 em Ottawa.

### Carreira
Os quatro começaram a trabalhar em Alberta coletando dinossauros em nome do Geological Survey of Canada. Este trabalho estava em competição com o Museu Americano de História Natural (Nova York), que estava coletando muitos esqueletos fósseis e enviando-os para fora do Canadá.
Após a morte de Lawrence Lambe em 1919, Sternberg assumiu o papel de diretor do empreendimento de paleontologia do Geological Survey of Canada. O primeiro artigo de Sternberg apareceu em 1921, complementando o estudo de Lambe sobre o anquilossauro Panoplosaurus. Sternberg mais tarde assumiu a descrição científica de vertebrados fósseis para o Geological Survey. Em 1936, Sternberg e seu filho Ray Martin instalaram marcadores de pedreira de metal permanentes em 112 pedreiras de dinossauros dentro do Parque Provincial dos Dinossauros. Os dados críticos de localidade do sítio para esses espécimes foram, portanto, salvos, garantindo assim que as informações fossem úteis para o trabalho bioestratigráfico de dinossauros que é tão importante hoje. Em 1948, ele foi promovido ao posto de Biólogo Assistente no Museu Nacional do Canadá, que é o equivalente a curador. Em 1949, ele foi eleito membro da Sociedade Real do Canadá. Embora tenha se aposentado em 1950, suas publicações continuaram até 1970. Sternberg mais tarde ajudou a estabelecer o Parque Provincial dos Dinossauros em Alberta. Ele recebeu títulos honorários da Universidade de Calgary e da Universidade Carleton em Ottawa.
Considerado uma importante referência na paleontologia canadense, Peter Dodson escreveu sobre o trabalho de Mortram Sternberg: "Nenhum estudo publicado sobre dinossauros canadenses é possível hoje sem citar um ou outro artigo de Sternberg".